# Búváruszony

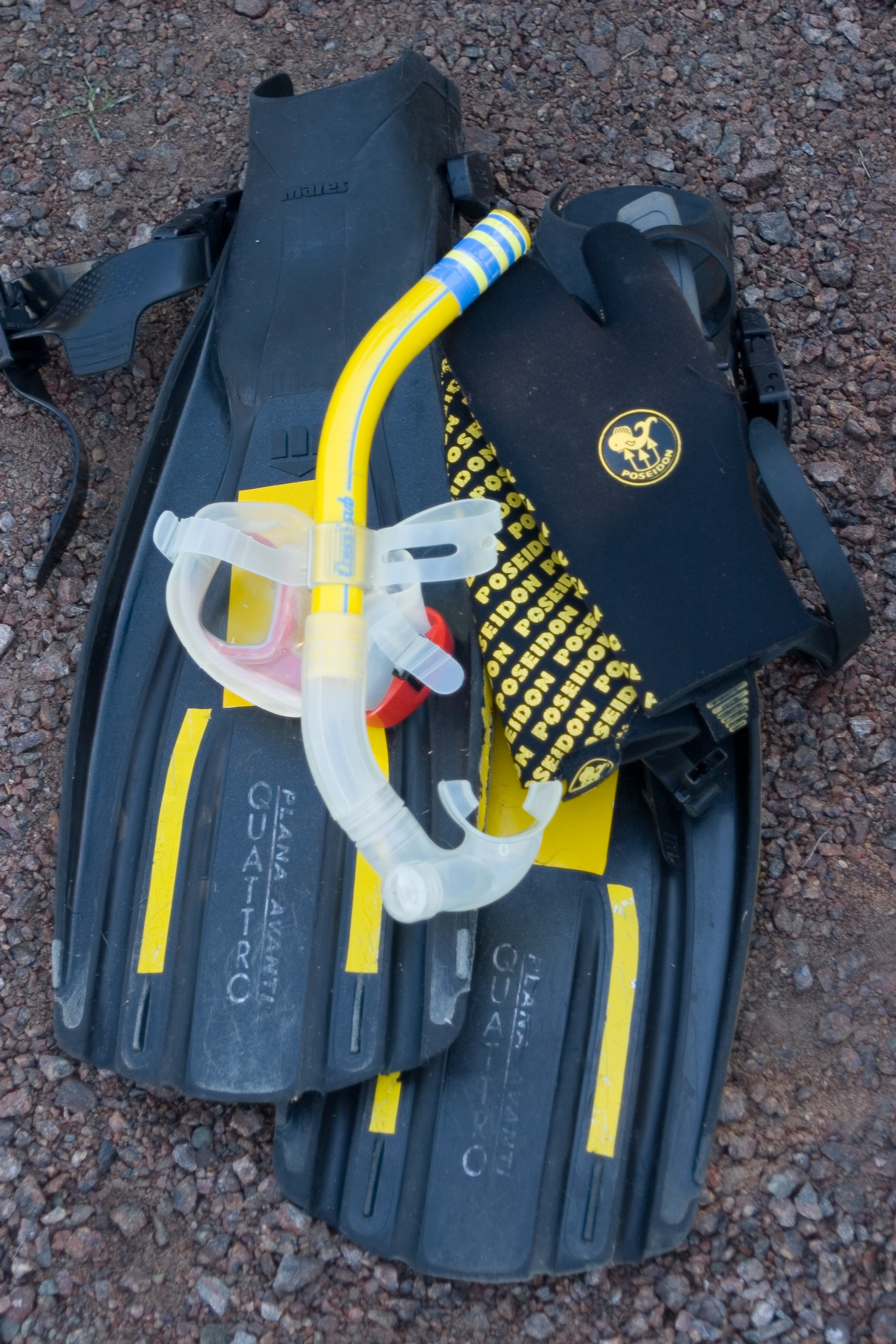
szabadtüdős búvárfelszerelés

A búváruszonyt az ember a víz alatti mozgás hatékonyabbá tételéhez használja. Az uszonyokat úgy tervezik hogy a lehető legkisebb erőfeszítéssel a lehető legnagyobb hajtóerőt fejtse ki. Az uszony a búvárok felszerelésének egyik alapvető eleme, de használják úszók is az edzések alatt. A kezdő és talán egyik legegyszerűbb búvárkodási forma a szabadtüdős búvárkodás (angolul:snorkeling) felszerelés is tartalmazza a búváruszonyt.

## Típusai
Az uszonyok alapvetőn két típusra oszthatók. Vannak úgynevezett papucsos és pántos típusúak. A papucsos típusú cipőszerűen illeszkedik a lábra, és pontosan a láb méretének megfelelőt kell belőle választani. Ezt általában sportolási célra, medencében, strandokon célszerű használni, a készülékes búvárok körében kevésbé kedvelt, inkább csak sznorkelezéshez használják. Ezen típusú uszonyok méreteit a megszokott cipőméretekben forgalmazzák. Hideg vízben nem ajánlatos a használata. A pántos típusúnál egy sarokpánt rögzíti az uszonyt az ember lábára. Ez a sarokpánt általában valamilyen szilikon alapanyagú gumi, mely csattal rögzíthető az uszonyhoz, és állítható. A sarokpánt másik változata valamilyen rozsdamentes acélból készült rugós pánt, mely fixen rögzítve van az uszonyhoz. Ez a típus a technikai búvárok körében kedveltebb, mert kevésbé sérülékenyek mint a gumipántok. A pántos típusú uszonyok általában kicsi, közepes, nagy és extra nagy méretben kaphatóak. Használatukhoz neoprén csizmára vagy más lábbelire van szükség, mezítláb nem igazán használhatóak. A pántos uszony előnye, hogy a levétele után egyből lábbeli van a felhasználó lábán – ami egy sziklás tengerparton sokat számít. A búváruszony további típusa a két lábfejre szerelhető egy darabból álló monofin uszony is.

## Jellemzői

### Anyaga
Az uszonyok általában gumiból, poliuretánból és egyéb műanyagokból, illetve ezek kombinációjából készülnek. Különböző igénybevételekhez, különböző modellekhez más-más anyagokat használnak.

### Felülete és rugalmassága
Az uszony felülete és rugalmassága határozza meg hogy milyen úszásmódra alkalmasak, illetve hogy milyen erőkifejtésre van szükség az uszony használatához. Egy gyengébb ember számára általában rövidebb, ezáltal kisebb felületű és gyengébb anyagból készült uszony használata javasolt, míg a szabadtüdős és sport búvárok a hosszú és keményebb anyagból készült uszonyokat részesítik előnyben, melyek használatához komolyabb erőkifejtésre van szükség, de sokkal hatékonyabban lehet velük haladni. Egy rövidebb de keményebb uszonnyal pedig könnyebben lehet szűk helyeken manőverezni.

### További jellemzői
A gyártók az uszonyok tervezésekor rengeteg más, az uszonyok hatékonyságát javító és használatát megkönnyítő dolgot vesznek figyelembe. Vannak olyan uszonyok melyeknek a pengéje ketté van osztva, vannak melyekben könnyítő pontokat helyeztek el. 
A megfelelő uszony kiválasztásánál mindig figyelembe kell venni a használó fizikai adottságait, a lábak erősségét, illetve hogy milyen célra és körülmények között kívánja azt felhasználni.

## Használata
Az  uszonyt nyújtott lábbal kell használni. Nagy hibának számít és rengeteg felesleges erőfeszítést eredményez a behajlított térddel végzett uszonyozás (biciklizés).

## Galéria
|  |  |  |